# Rambala
Rambala ist ein Corregimiento des Bezirks Chiriquí Grande in der Provinz Bocas del Toro in Panama. Bei der Volkszählung im Jahr 2023 hatte es 1365 Einwohner. Das Corregimiento erstreckt sich über eine Fläche von 32,7 km².
Die Comarca wurde durch Gesetz Nr. 10 vom 7. März 1997 geschaffen und ergänzt durch Gesetz Nr. 5 vom 19. Januar 1998 sowie Gesetz Nr. 69 vom 28. Oktober 1998.

## Bevölkerung
Die folgende Tabelle zeigt die Bevölkerung des Corregimientos Rambala, wie es in den Volkszählungen 2000, 2010 und 2023 erfasst wurde.
| Jahr         | 2000 | 2010 | 2023 |
| ------------ | ---- | ---- | ---- |
| Einwohner    | 1047 | 1682 | 1365 |
| davon Männer | 602  | 872  | 656  |
| davon Frauen | 445  | 810  | 709  |

## Orte
Im Corregimiento Rambala befinden sich folgende Orte:
- Barranquilla No.3
- Boca de Guarumito
- Chiriquicito No.2
- Chiriquicito o Solate
- El Guarumo
- Guarumito
- Guarumito No.2 o Chiriquicito No.1
- La Milagrosa
- Nueva Estrella
- Rambala